# كأس الأبطال الفرنسي 1998
كأس الأبطال الفرنسي 1998 (بالفرنسية: 1998 Trophée des Champions)‏ مباراة جمعت بين باريس سان جيرمان و‌لانس في 30 يوليو 1998 على ملعب شير فالي في مدينة تور، وفاز بها باريس سان جيرمان بنتيجة 1–0.

## وصلات خارجية
- باللغة الفرنسية